# Nachahmungseffekt

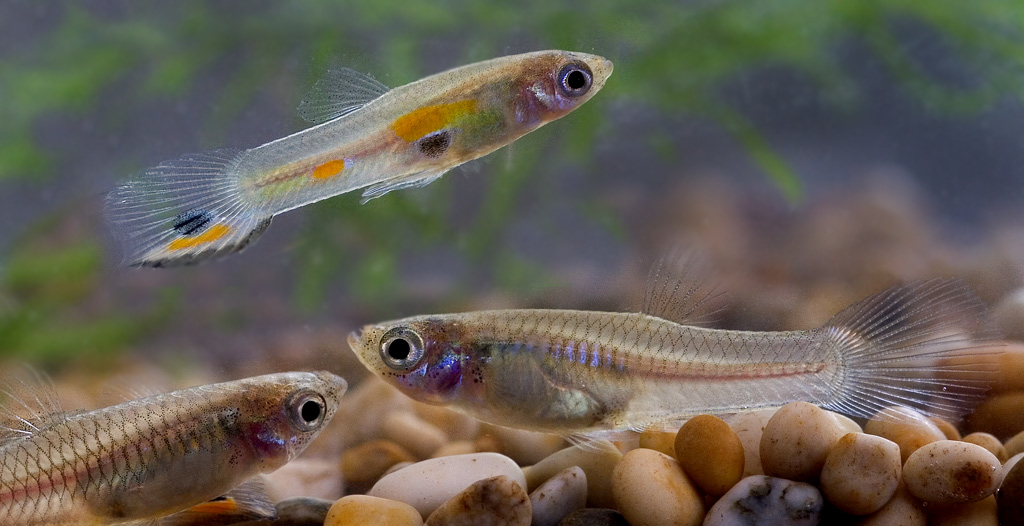
Guppys (Poecilia reticulata), oben ein ♂, unten zwei ♀ einer Wildform

Der Nachahmungseffekt, auch als Mate Copying bezeichnet, ist ein Begriff aus der Verhaltensbiologie und bezeichnet eine Präferenz für bestimmte Geschlechtspartner, bei denen offenbar das Individuum keine unabhängige eigene Entscheidung trifft, sondern sich an der Wahl seiner Geschlechtskonkurrenten orientiert und diese nachahmt. Die meisten Studien wurden an Fischen der Gattung Poecilia durchgeführt, doch wurden Nachahmungseffekte auch zu anderen wie Medaka (Oryzias latipes) dokumentiert.

## Intraspezifische Mechanismen

### Weibliche Partnerwahl
Verschiedene Studien zeigen, dass weibliche Guppys (Poecilia reticulata) nicht nur darauf achten, welches Männchen von anderen Weibchen zur Begattung ausgewählt wurde, sondern dass sie darüber hinaus registrieren, mit welchen Männchen keine Begattung stattfand. Das kopierende Weibchen reduziert auf diese Weise die Kosten der Partnerwahl. Dabei wurde auch eine Altersabhängigkeit festgestellt: jüngere weibliche Guppys kopieren häufiger die Partnerpräferenz älterer Weibchen.

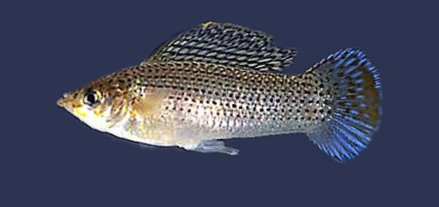
Breitflossenkärpfling (Poecilia latipinna)

### Männliche Partnerwahl
Ein Beispiel für das Nachahmen männlicher Partnerpräferenz durch andere Männchen bieten Breitflossenkärpflinge (Poecilia latipinna).

## Interspezifische Nachahmung
Neben innerartlichen Nachahmungseffekten gibt es mindestens ein Beispiel eines zwischenartlichen Nachahmungseffektes. Amazonenkärpflinge (Poecilia formosa) sind „Sexualparasiten“, sie treten ausschließlich als weibliche Tiere auf; sie benötigen männliche Breitflossenkärpflinge oder andere Kärpflinge als Samenspender zur sexuellen Fortpflanzung. Weibliche Breitflossenkärpflinge machen sich die Partnerpräferenz weiblicher Amazonenkärpflinge für männliche Breitflossenkärpflinge zu eigen.

## Effekte des Nachahmens
Ein Nachahmungseffekt ist häufig bei solchen Arten anzutreffen, bei denen das Prädationsrisiko hoch ist.
Der Nachahmungseffekt kann die sexuelle Selektion in erheblichem Maße verstärken.

## Einzelbelege
1. ↑  Grant, James WA, Lawrence D. Green: Mate copying versus preference for actively courting males by female Japanese medaka (Oryzias latipes). Behavioral Ecology, Band 7, Nr. 2, 1996, S. 165–167.
2. ↑  Dugatkin, Lee Alan, Jean-Guy J. Godin: Female mate copying in the guppy Poecilia reticulata: age-dependent effects. Behavioral Ecology, Band 4, Nr. 4, 1993, S. 289–292.
3. 1 2  Schlupp, Ingo, and Michael J. Ryan: Male sailfin mollies (Poecilia latipinna) copy the mate choice of other males. Behavioral Ecology, Band 8, Nr. 1, 1997, S. 104–107.
4. ↑  Briggs, Stephanie E., Jean-Guy J. Godin, Lee Alan Dugatkin: Mate-choice copying under predation risk in the Trinigadian guppy (Poecilia reticulata). Behavioral Ecology, Band 7, Nr. 2, 1996, S. 151–157.
5. ↑  Brooks, Robert: Copying and the repeatability of mate choice. Behavioral Ecology and Sociobiology, Band 39, Nr. 5, 1996, S. 323–329.